# Подорожное (Кировоградская область)
Подоро́жное (укр. Подорожнє) — село в Великоандрусовской сельской общине Александрийского района Кировоградской области Украины.
До 2020 года входило в Светловодский район
Население по переписи 2001 года составляло 1742 человека. Почтовый индекс — 27522. Телефонный код — 5236. Код КОАТУУ — 3525287601.